# Marie-Josephte Fitzbach
Marie-Josephte Fitzbach (Saint-Vallier, 16 octobre 1806 - Québec, 1er septembre 1885) est une religieuse canadienne fondatrice des Servantes du Cœur Immaculé de Marie et reconnue vénérable par l'Église catholique.

## Biographie

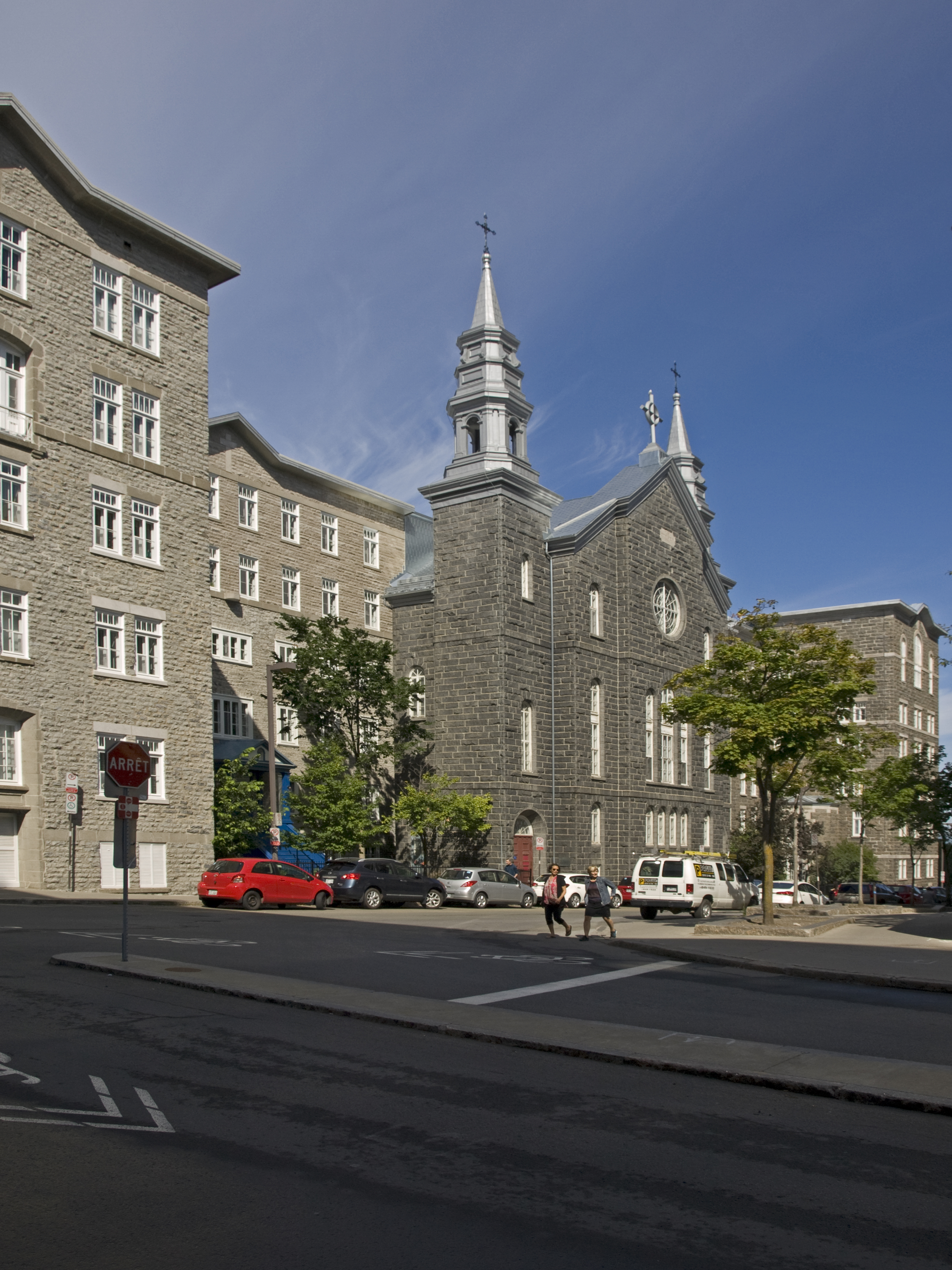
L'église du couvent du Bon-Pasteur-Maison Marie Fitzbach, construite en 1876, Québec.

Marie-Josephte Fitzbach naît le 16 octobre 1806 ses parents sont Charles Fitzbach et Geneviève Nadeau. Le 17 avril 1828, Marie Josephte Fitzbach épouse le veuf François-Xavier Roy à Cap-Santé. Après avoir perdu son mari en 1833, elle se joint aux Sœurs de la Charité de Québec. 
En 1850, à la demande de George Muir et en collaboration avec Mary Keogh, elle met sur pied l’asile Sainte-Madeleine à Québec. 
En 1855,  elle fonde la congrégation des Servantes du Cœur Immaculé de Marie dites Sœurs du Bon Pasteur de Québec,. Le but de cet institut est de venir en aide aux femmes, aux domestiques et aux prisonniers.  Elle en sera la supérieure de 1856 à 1859. 
Marie-Josephte Fitzbach décède le 1er septembre 1885. Depuis juin 2012, elle est reconnue vénérable par l'Église catholique.

## Hommage
La rue Marie-Fitzbach a été nommée en son honneur, vers 1973, dans l'ancienne ville de Sainte-Foy maintenant présente dans la ville de Québec.